# Uruguay ai Giochi della XVI Olimpiade
L'Uruguay ha partecipato ai Giochi della XVI Olimpiade che si sono svolti a Melbourne dal 22 novembre all'8 dicembre 1956 
con una delegazione di 21 atleti impegnati in 5 discipline,
aggiudicandosi 1 medaglia di bronzo.

## Medagliere
| Medaglia | Atleta  | Sport         | Evento          |
| -------- | ------- | ------------- | --------------- |
| Bronzo   | Uruguay | Pallacanestro | Torneo Maschile |

## Risultati

### Pallacanestro
| Atleta | Classifica |
| --- | ---------- |
| V · D · M Nazionale uruguaiana - Pallacanestro ai Giochi della XVI Olimpiade 3 Blixen · 4 Cortés · 5 Costa · 6 Chelle · 7 Demarco · 8 García · 9 González · 10 Matto · 11 Moglia · 12 Mera · 13 Olascoaga · 14 Scarón · All. Héctor López Reboledo | Bronzo     |
| Nazionale uruguaiana - Pallacanestro ai Giochi della XVI Olimpiade |            |
| 3 Blixen · 4 Cortés · 5 Costa · 6 Chelle · 7 Demarco · 8 García · 9 González · 10 Matto · 11 Moglia · 12 Mera · 13 Olascoaga · 14 Scarón · All. Héctor López Reboledo                                                                              |            |